# SkyBox Labs
SkyBox Labs est un développeur indépendant de jeu vidéo basé à Burnaby au Canada. Le studio est principalement connu pour ses jeux réalisés en collaboration avec Microsoft Studios comme Project Spark ainsi que sur les nouvelles versions et extensions de Age of Empires II: The Age of Kings et de Age of Mythology,.

## Titres développés

### Autres titres
- 2012 : Kinect Nat Geo TV (co-développé avec Relentless Software)
- 2013 : Dragon Arena
- 2013 : Age of Empires II: The Forgotten (co-développé avec Forgotten Empires)
- 2014 : Age of Mythology: Extended Edition
- 2014 : Rise of Nations Extended Edition
- 2014 : EA Sports UFC (co-développé avec EA Canada)
- 2014 : Project Spark (co-développé avec Team Dakota)
- 2014 : Military Masters
- 2015 : Protocol Zero
- 2015 : Parade Runner
- 2015 : Grandia II Anniversary Edition
- 2015 : Age of Empires II: The African Kingdoms (co-développé avec Forgotten Empires)
- 2016 : Age of Mythology: Tale of the Dragon (co-développé avec Forgotten Empires)
- 2016 : TASTEE: Lethal Tactics
- 2016 : Age of Empires II: Rise of the Rajas (co-développé avec Forgotten Empires)